# Repubblica Transpadana
Repubblica Transpadana fu la denominazione data nella storiografia al governo provvisorio instaurato dall’esercito francese in Lombardia dopo averla occupata militarmente nel 1796. Creata dal generale Napoleone Bonaparte a seguito delle mire espansionistiche dei giacobini sotto la forma di una repubblica sorella della Francia rivoluzionaria, confluì poi con la Repubblica Cispadana nella Repubblica Cisalpina nel 1797. Concepita in reggenza del vecchio Stato di Milano, fu chiamata anche Repubblica Lombarda nei proclami dello stesso generale dopo la firma dell'armistizio di Leoben che prefigurava il primo anno della libertà nazionale.

## Storia

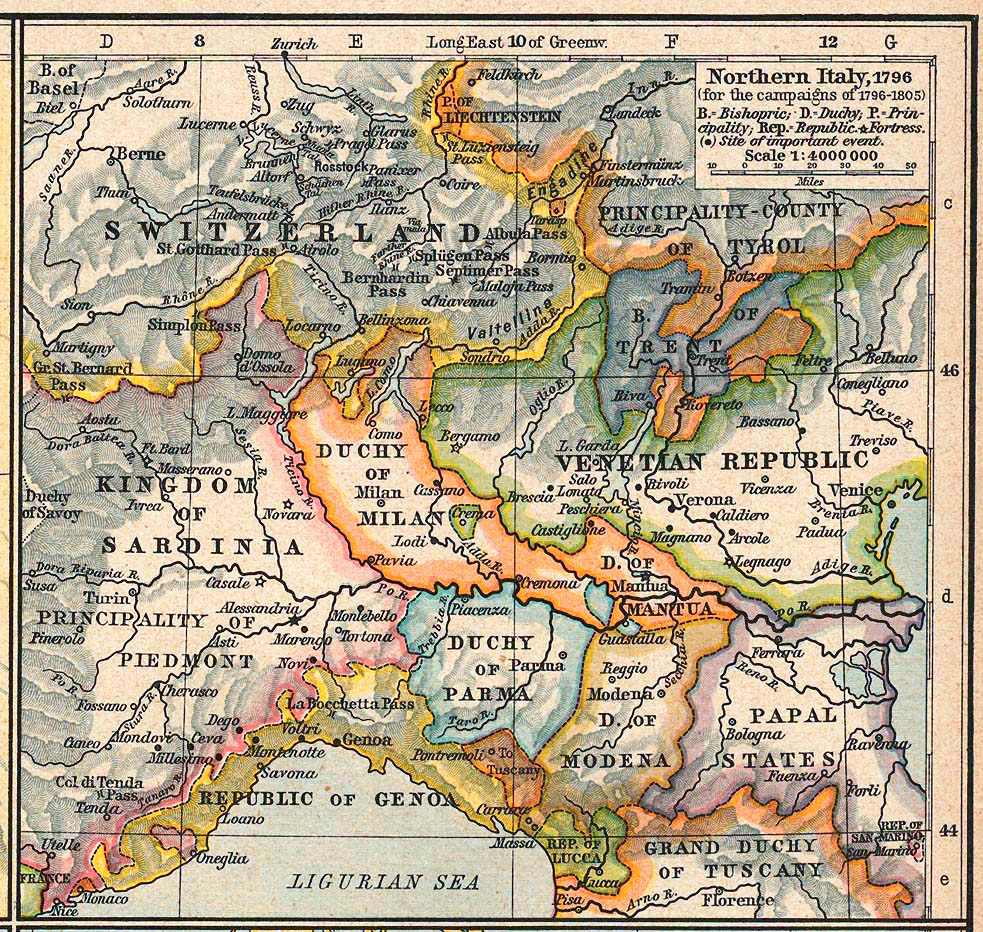
Gli stati italiani nel 1796, alla vigilia dell'invasione napoleonica

Nel marzo del 1796 il Direttorio nominò il generale Napoleone Bonaparte comandante in capo delle truppe francesi sul fronte italiano, dove i francesi stavano combattendo dal 1792 contro le truppe austriache e piemontesi della Prima coalizione.
Con la vittoria di Napoleone nella battaglia di Lodi il 10 maggio 1796, le truppe francesi occuparono i territori sotto il dominio austriaco: lo Stato di Milano, poi i territori del Ducato di Modena, e infine Bologna e Ferrara territori dello Stato della Chiesa.
Mentre a meridione del Po dilagavano le rivolte sobillate dai transalpini, il 19 maggio a settentrione fu proclamata la decadenza della monarchia asburgica, e vennero dati i poteri dittatoriali a un'Agenzia militare di Lombardia nominata da Bonaparte e installatasi a Milano il 21 maggio. Da questo momento le autorità pubbliche dichiararono di agire in nome della Repubblica ma, si badi bene, riferendosi alla Repubblica Francese. Fu introdotto il calendario rivoluzionario francese, all'epoca giunto all'anno IV; il 22 pratile fu abolita la nobiltà. Vennero riformate le autorità comunali in senso più popolare, e l’amministrazione di Milano affidata a quattro dicasteri. Il 2 fruttidoro fu creata la Guardia nazionale che, per distinguersi da quella francese con cui condivideva gli elementi bianchi e rossi della bandiera di Milano, mantenne al posto del blu il colore verde della giacca della precedente milizia municipale, replicandolo sulla sua coccarda: era la nascita del moderno tricolore italiano.

Stendardo della legione lombarda

Il 25 agosto Napoleone diede ordine che la vecchia Congregazione dello Stato milanese assumesse il nome di Amministrazione generale di Lombardia, ristabilendo un governo civile in luogo di quello militare nei territori della cessata Lombardia austriaca; l'autorità prese sede a Palazzo Marino, agendo in nome della Repubblica Francese.
La primavera successiva anche Brescia, Bergamo e Crema, città dipendenti da Venezia, si proclamarono repubbliche autonome. Con la scusa delle Pasque veronesi e dell'affondamento del Le Libérateur d'Italie, il 14 fiorile V il generale Bonaparte ordinò la rottura delle relazioni diplomatiche con Venezia.
Il 26 aprile del 1797 si riunirono a Bologna i Consigli del Corpo Legislativo della Repubblica Cispadana per eleggerne i Direttori. Napoleone Bonaparte non fu soddisfatto degli eletti, per cui ordinò, il 19 maggio, che i territori di Modena, Reggio Emilia, Massa e Carrara fossero aggregati alla Lombardia, portando in dote il prezioso dono della soggettività di diritto internazionale ereditata dallo Stato estense. Allo stesso modo vennero inserite nell'operazione anche Bergamo e Crema essendo nel frattempo caduto lo Stato veneto.
Il 29 giugno 1797 in Lombardia fu quindi proclamata la Repubblica Cisalpina, la cui Costituzione fu emanata l'8 luglio seguente.